# فرهاد خادم
فرهاد خادم (زاده ۱ خرداد ۱۳۳۶، تهران- درگذشت ۱ اسفند ۱۳۶۰، تنگه چذابه) از مهندسان فارغ‌التحصیل دانشگاه صنعتی شریف و از مسولین احداث پل چذابه، در جنگ ایران و عراق بود. او در حین عملیات احداث پل در تاریخ ۱ اسفند ۱۳۶۰ در تنگه چذابه کشته شد.

## زندگی‌نامه
در ۱ خرداد ۱۳۳۶ در یک خانواده زرتشتی در تهران به دنیا آمد. تنها پسر خانواده بود. مادرش «تاج گوهر خداداد کوچکی» و پدرش کیخسرو نام داشت. تحصیلات ابتدایی و دبیرستان خود را در مدرسه‌های جهان دانش و خوارزمی به انجام رسانید، در سال ۱۳۵۴ وارد دانشگاه صنعتی شریف شد و در سال ۱۳۵۹ در رشته مهندسی عمران (سازه) از دانشگاه صنعتی شریف فارغ‌التحصیل شد. او همچینین از اعضای هیئت مدیره کانون دانشجویان زرتشتی بود و در تدوین اساسنامه مستقل آن شرکت داشت و کمیته ممد کاری آنجا را بنا گذاشت.

## جنگ ایران و عراق
پس از پایان تحصیلات با توجه به آغاز جنگ ایران و عراق راهی جبهه‌های جنگ شد، دوره آموزشی خود را در لشکر ۷۷ خراسان که در دزفول مستقر بود گذراند و پس از آن به همراه چند تن از فارغ التحصیلان دانشگاه صنعتی شریف  مسئول احداث پل چذابه شد.

## مرگ
در سن ۲۴ سالگی و در تاریخ ۱ اسفند ۱۳۶۰ هنگام عملیات فتح المبین در خط مقدم جبهه تنگه چذابه به همراه ۷ تن از مهندسین دانشگاه شریف هنگامی که مشغول ساختن پل برای رزمندگان بودند، مورد اصابت ترکش عراقی‌ها قرار گرفت و کشته شد.
پس از انتقال به تهران، در آرامگاه زرتشتیان تهران (قصر فیروزه) به خاک سپرده شد. توران شهریاری شعری برایش سرود که بخشی از آن روی سنگ مزارش حک شده‌است.

## گوشه‌ای از وصیت‌نامه
«مادرم با آنکه می‌دانم ایمان داری که باید هر کس هست و نیست خود را برای آزادی و رهایی ایران بدهد، ولی اگر جز این بود و حتی تو کوشش می‌کردی تا مرا در خانه نگهداری باز هم به جبهه می‌رفتم و برای وطنم می‌جنگیدم.»

## یادبودها

### انتشار کتاب «جای پای فرهاد
این کتاب در سال ۱۳۸۹ توسط «فرهاد خضری» نوشته شده‌است و نخستین کتاب از مجموعه «مادران» است. این کتاب که زندگی فرهاد خادم را ازنگاه مادرش روایت می‌کند، از سوی انتشارات روایت فتح چاپ شده‌است و در اردیبشهت ۱۳۹۳ با تیراژ ۲۲۰۰ نسخه، به چاپ دوم رسید.

### تندیس فرهاد خادم در باغ موزه دفاع مقدس
در فروردین ۱۳۹۳، تندیسی از فرهاد خادم در باغ موزه دفاع مقدس در کنار تندیس چند تن از فرماندهان و روحانیون کشته شده در جنگ ایران و عراق نصب شد.

### جشن زادروز
در خرداد ۱۳۹۳، نونهالان زرتشتی، زادروز فرهاد خادم را در آدریان بزرگ تهران جشن گرفتند و با روشن کردن شمع و بریدن کیک به مادرش شادباش گفتند.

### آیین سدره پوشی گروهی
از زمان کشته شدن فرهاد خادم در جنگ، هر ساله آیین سدره پوشی گروهی برای دانش آموزان زرتشتی با نام و یاد او برگزار می‌شود.

### لوح سپاس
در سوم خرداد ماه ۱۳۹۳ هم‌زمان با سالروز فتح خرمشهر، لوح سپاسی به خانواده‌های شهدای فتح خرمشهر و مادر فرهاد خادم داده شد.

### برنامهٔ خندوانه
در برنامهٔ خندوانه که در تاریخ ۷ مهر ۱۳۹۴ از شبکه نسیم صدا و سیما پخش شد، مادر فرهاد خادم به همراه چند تن از جانبازان و آزادگان زرتشتی حضور داشت. او به نمایندگی از خانواده‌های شهدای ایرانیان زرتشتی سخن گفت و به کارهای اجتماعی فرهاد اشاره کرد. وصیت‌نامهٔ فرهاد خادم نیز را رامبد جوان، مجری برنامه، خواند.